# Margarida Cantarelli
Margarida de Oliveira Cantarelli ComMM (Recife, 28 de março de 1944) é uma professora, advogada, desembargadora e escritora brasileira. Foi presidente do Tribunal Regional Federal da 5.ª Região (TRF-5). Ocupa a cadeira 9 da Academia Pernambucana de Letras.

## Biografia
Desembargadora do Tribunal Regional Federal da 5.ª Região (TRF-5), Margarida de Oliveira Cantarelli sucedeu em 2003 Francisco Geraldo Apoliano Dias como presidente do tribunal com um mandato de dois anos. Em 2004, Cantarelli foi admitida pelo presidente Luiz Inácio Lula da Silva ao grau de Comendadora especial da Ordem do Mérito Militar.
Professora Doutora adjunta de direito da Universidade Federal de Pernambuco, aposentou-se da universidade em 2005.

## Formação
- Graduação em Direito pela Faculdade de Direito do Recife da Universidade Federal de Pernambuco[5]
  - Mestrado em Direito - UFPE
  - Doutorado em Direito - UFPE
  - Especialização em:
    - Comércio Internacional
    - Relações Internacionais
    - Integração Europeia[5]

## Profissão
- Desembargadora do TRF 5 (aposentada)[6]
- Professora de Direito - UFPE, UNICAP

## Literatura

### Instituições literárias e culturais
- Academia Pernambucana de Letras[7][8] - Cadeira 9[9]
- Instituto Arqueológico, Histórico e Geográfico de Pernambuco

### Livros publicados
- Rota inversa descobrindo Portugal - Recife: Facform, 2010[2] ISBN 978854060133-8

## Prêmios e condecorações
- Grã-Cruz da Ordem do Mérito Judiciário do Trabalho Djalma Aranha Marinho - TRT 21ª Região
- Grande-Oficial da Ordem do Mérito Guararapes - Governo de Pernambuco
- Comendadora da Ordem do Mérito Militar[1]
- Comendadora da Ordem do Mérito Aeronáutico
- Comendadora da Ordem do Rio Branco - Ministério das Relações Exteriores
- Medalha Santos Dumont - Ministério da Aeronáutica
- Medalha Frei Caneca - União Brasileira de Escritores
- Medalha do Mérito Penitenciário - Governo do Estado de Pernambuco
- Medalha Pacificador da ONU Sérgio Vieira de Mello[2]